# Copa de los Países Bajos
La Copa de la Real Asociación Neerlandesa de Fútbol (en neerlandés: KNVB Beker) es una competición entre clubes de fútbol de los Países Bajos, organizada por la federación de dicho país, la KNVB, desde 1898. Se basa en el formato de liga FA Cup inglesa.

## Historia
En un principio, se jugaba a fases eliminatorias (tal y como hasta ahora), pero desde 1993 hasta 2003 se instauró una fase de grupo, donde participaban equipos amateurs, y de las divisiones mayores, con participación de 54 equipos. Algunos clubes de la Eredivisie entraban en rondas posteriores, como los octavos de final. La fase de grupo se suprimió por el formato actual.
Desde la temporada 1988-89, la final se juega en el Stadion Feijenoord. El campeón accede a rondas clasificatorias de la Liga Europa de la UEFA.
El equipo con más títulos es el AFC Ajax, con 20 trofeos.

## Formato
Participan todos los clubes de las dos divisiones profesionales, la Eredivisie y la Eerste Divisie (con excepción de los clubes reservas), más algunos clubes de las categorías semiprofesionales. Las dos primeras rondas preliminares la juegan los clubes de divisiones bajas, y los ganadores entran a la primera ronda, compuesta de 64 equipos.
Todos los juegos son a un solo partido, incluyendo la final, que se juega en el Stadion Feijenoord. De haber empate en 90 minutos en un partido, se juega tiempo suplementario; y si persiste la igualdad, se procederá a ejecutar tiros penales para definir al ganador.

## Finales de Copa
| Temporada                         | Campeón | Resultado                                                                                                   | Subcampeón                                                                                                  | Sede de la final                                                                                            |
| --------------------------------- | --- | --- | --- | --- |
| 1898-99                           | RAP Amsterdam                                                                                               | 1 - 0 | HVV Den Haag                                                                                                | Heemstede                                                                                                   |
| 1899-00                           | Velocitas Breda                                                                                             | 3 - 1 | Ajax Leiden                                                                                                 | Róterdam |
| 1900-01                           | HBS Craeyenhout                                                                                             | 4 - 3 | RAP Amsterdam                                                                                               | Haarlem |
| 1901-02                           | HFC Haarlem                                                                                                 | 2 - 1 | HBS Craeyenhout                                                                                             | Heemstede                                                                                                   |
| 1902-03                           | HVV Den Haag                                                                                                | 6 - 1 | HBS Craeyenhout                                                                                             | La Haya |
| 1903-04                           | Koninklijke HFC                                                                                             | 3 - 1 | HVV Den Haag                                                                                                | La Haya |
| 1904-05                           | VOC Rotterdam                                                                                               | 3 - 0 | HBS Craeyenhout                                                                                             | La Haya |
| 1905-06                           | DSV Concordia                                                                                               | 3 - 2 | RAP Amsterdam                                                                                               | La Haya |
| 1906-07                           | VOC Rotterdam                                                                                               | 4 - 3 | Voorwaarts Den Haag                                                                                         | La Haya |
| 1907-08                           | HBS Craeyenhout                                                                                             | 3 - 1 | VOC Rotterdam                                                                                               | Bolduque |
| 1908-09                           | Quick Den Haag                                                                                              | 2 - 0 | VOC Rotterdam                                                                                               | Dordrecht                                                                                                   |
| 1909-10                           | Quick Den Haag                                                                                              | 2 - 0 | HVV Den Haag                                                                                                | Delft |
| 1910-11                           | Quick Den Haag                                                                                              | 1 - 0 | HFC Haarlem                                                                                                 | Haarlem |
| 1911-12                           | HFC Haarlem                                                                                                 | 2 - 0 | Vitesse Arnhem                                                                                              | Ámsterdam                                                                                                   |
| 1912-13                           | Koninklijke HFC                                                                                             | 4 - 1 | DFC Dordrecht                                                                                               | Ámsterdam                                                                                                   |
| 1913-14                           | DFC Dordrecht                                                                                               | 3 - 2 | HFC Haarlem                                                                                                 | Ámsterdam                                                                                                   |
| 1914-15                           | Koninklijke HFC                                                                                             | 1 - 0 | HBS Craeyenhout                                                                                             | Ámsterdam                                                                                                   |
| 1915-16                           | Quick Den Haag                                                                                              | 2 - 1 | HBS Craeyenhout                                                                                             | La Haya |
| 1916-17                           | Ajax de Ámsterdam                                                                                           | 5 - 0 | VSV Velsen                                                                                                  | Ámsterdam                                                                                                   |
| 1917-18                           | RCH Haarlem                                                                                                 | 2 - 1 | VVA Amsterdam                                                                                               | Ámsterdam                                                                                                   |
| No se disputó la edición 1918-19. | | | | |
| 1919-20                           | CVV Rotterdam                                                                                               | 2 - 1 | VUC Den Haag                                                                                                | Dordrecht                                                                                                   |
| 1920-21                           | VV Schoten                                                                                                  | 2 - 1 | RFC Rotterdam                                                                                               | Utrecht |
| Entre 1921 y 1924 no se disputó.  | | | | |
| 1924-25                           | ZFC Zaandam                                                                                                 | 5 - 1 | Xerxes Rotterdam                                                                                            | Utrecht |
| 1925-26                           | TSV LONGA Tilburg                                                                                           | 5 - 2 | De Spartaan Amsterdam                                                                                       | Utrecht |
| 1926-27                           | VUC Den Haag                                                                                                | 3 - 1 | Vitesse Arnhem                                                                                              | Arnhem |
| 1927-28                           | RCH Haarlem                                                                                                 | 2 - 0 | PEC Zwolle                                                                                                  | Hilversum                                                                                                   |
| No se disputó la edición 1928-29. | | | | |
| 1929-30                           | Feyenoord de Róterdam                                                                                       | 1 - 0 | Excelsior Rotterdam                                                                                         | Stadion Het Kasteel, Róterdam                                                                               |
| No se disputó la edición 1930-31. | | | | |
| 1931-32                           | DFC Dordrecht                                                                                               | 5 - 4 | PSV Eindhoven                                                                                               | Tilburg |
| No se disputó la edición 1932-33. | | | | |
| 1933-34                           | Velocitas Groningen                                                                                         | 3 - 2 | Feyenoord de Róterdam                                                                                       | Utrecht |
| 1934-35                           | Feyenoord de Róterdam                                                                                       | 5 - 2 | HVV Helmond                                                                                                 | Rotterdam                                                                                                   |
| 1935-36                           | RFC Roermond                                                                                                | 4 - 2 | KFC Koog de Zaan                                                                                            | Vught |
| 1936-37                           | FC Eindhoven                                                                                                | 1 - 0 | De Spartaan Amsterdam                                                                                       | Ámsterdam                                                                                                   |
| 1937-38                           | VSV Velsen                                                                                                  | 4 - 1 | AGOVV Apeldoorn                                                                                             | Utrecht |
| 1938-39                           | WVV Wageningen                                                                                              | 2 - 1 | PSV Eindhoven                                                                                               | Arnhem |
| Entre 1939 y 1942 no se disputó.  | | | | |
| 1942-43                           | Ajax de Ámsterdam                                                                                           | 3 - 2 | DFC Dordrecht                                                                                               | Estadio Olímpico, Ámsterdam                                                                                 |
| 1943-44                           | Willem II Tilburg                                                                                           | 9 - 2 | RKSV Groene Ster                                                                                            | Jan Louwers Stadion, Eindhoven                                                                              |
| Entre 1944 y 1947 no se disputó.  | | | | |
| 1947-48                           | WVV Wageningen                                                                                              | 0 - 0 (2 - 1 pen.)                                                                                          | DWV Amsterdam                                                                                               | Estadio Olímpico, Ámsterdam                                                                                 |
| 1948-49                           | Quick 1888 Nijmegen                                                                                         | 1 - 1 (2 - 1 pen.)                                                                                          | Helmondia '55                                                                                               | Jan Louwers Stadion, Eindhoven                                                                              |
| 1949-50                           | PSV Eindhoven                                                                                               | 4 - 3 | HFC Haarlem                                                                                                 | Estadio De Kuip, Róterdam                                                                                   |
| Entre 1950 y 1956 no se disputó.  | | | | |
| 1956-57                           | Fortuna '54 Geleen                                                                                          | 4 - 2 | Feyenoord de Róterdam                                                                                       | Estadio De Kuip, Rotterdam                                                                                  |
| 1957-58                           | Sparta Rotterdam                                                                                            | 4 - 3 | FC Volendam                                                                                                 | Estadio Olímpico, Ámsterdam                                                                                 |
| 1958-59                           | VVV-Venlo                                                                                                   | 4 - 1 | ADO Den Haag                                                                                                | Zuiderpark Stadion, La Haya                                                                                 |
| No se disputó la edición 1959-60. | | | | |
| 1960-61                           | Ajax de Ámsterdam                                                                                           | 3 - 0 | NAC Breda                                                                                                   | De Meer Stadion, Ámsterdam                                                                                  |
| 1961-62                           | Sparta Rotterdam                                                                                            | 1 - 0 | DHC Delft                                                                                                   | Sparta Stadion Het Kasteel, Róterdam                                                                        |
| 1962-63                           | Willem II Tilburg                                                                                           | 3 - 0 | ADO Den Haag                                                                                                | Zuiderpark Stadion, La Haya                                                                                 |
| 1963-64                           | Fortuna '54 Geleen                                                                                          | 0 - 0 (4 - 3 pen.)                                                                                          | ADO Den Haag                                                                                                | Philips Stadion, Eindhoven                                                                                  |
| 1964-65                           | Feyenoord de Róterdam                                                                                       | 1 - 0 | Go Ahead Eagles                                                                                             | Estadio De Kuip, Róterdam                                                                                   |
| 1965-66                           | Sparta Rotterdam                                                                                            | 1 - 0 | ADO Den Haag                                                                                                | Estadio De Kuip, Róterdam                                                                                   |
| 1966-67                           | Ajax de Ámsterdam                                                                                           | 2 - 1 | NAC Breda                                                                                                   | De Meer Stadion, Ámsterdam                                                                                  |
| 1967-68                           | ADO Den Haag                                                                                                | 2 - 1 | Ajax de Ámsterdam                                                                                           | Zuiderpark Stadion, La Haya                                                                                 |
| 1968-69                           | Feyenoord de Róterdam                                                                                       | 1 - 1 2 - 0                                                                                                 | PSV Eindhoven                                                                                               | Estadio De Kuip, Róterdam Estadio De Kuip, Róterdam                                                         |
| 1969-70                           | Ajax de Ámsterdam                                                                                           | 2 - 0 | PSV Eindhoven                                                                                               | Stadion De Vliert, 's-Hertogenbosch                                                                         |
| 1970-71                           | Ajax de Ámsterdam                                                                                           | 2 - 2 2 - 1                                                                                                 | Sparta Rotterdam                                                                                            | Estadio De Kuip, Róterdam Estadio De Kuip, Róterdam                                                         |
| 1971-72                           | Ajax de Ámsterdam                                                                                           | 3 - 2 | FC Den Haag                                                                                                 | Estadio De Kuip, Róterdam                                                                                   |
| 1972-73                           | NAC Breda                                                                                                   | 2 - 0 | NEC Nijmegen                                                                                                | Estadio De Kuip, Róterdam                                                                                   |
| 1973-74                           | PSV Eindhoven                                                                                               | 6 - 0 | NAC Breda                                                                                                   | Estadio De Kuip, Róterdam                                                                                   |
| 1974-75                           | FC Den Haag                                                                                                 | 1 - 0 | FC Twente                                                                                                   | Estadio De Kuip, Róterdam Estadio De Kuip, Róterdam                                                         |
| 1975-76                           | PSV Eindhoven                                                                                               | 1 - 0 | Roda JC Kerkrade                                                                                            | Estadio De Kuip, Róterdam                                                                                   |
| 1976-77                           | FC Twente                                                                                                   | 3 - 0 | PEC Zwolle                                                                                                  | Goffert Stadion, Nimega                                                                                     |
| 1977-78                           | AZ '67 Alkmaar                                                                                              | 1 - 0 | Ajax de Ámsterdam                                                                                           | Estadio Olímpico, Ámsterdam                                                                                 |
| 1978-79                           | Ajax de Ámsterdam                                                                                           | 1 - 1 3 - 0                                                                                                 | FC Twente                                                                                                   | Estadio De Kuip, Róterdam Estadio De Kuip, Róterdam                                                         |
| 1979-80                           | Feyenoord de Róterdam                                                                                       | 3 - 1 | Ajax de Ámsterdam                                                                                           | Estadio De Kuip, Róterdam                                                                                   |
| 1980-81                           | AZ '67 Alkmaar                                                                                              | 3 - 1 | Ajax de Ámsterdam                                                                                           | Estadio Olímpico, Ámsterdam                                                                                 |
| 1981-82                           | AZ '67 Alkmaar                                                                                              | 0 - 1 5 - 1                                                                                                 | FC Utrecht                                                                                                  | Estadio Galgenwaard, Utrecht Alkmaarderhout, Alkmaar                                                        |
| 1982-83                           | Ajax de Ámsterdam                                                                                           | 3 - 1 | NEC Nijmegen                                                                                                | De Meer Stadion, Ámsterdam Goffert Stadion, Nimega                                                          |
| 1983-84                           | Feyenoord de Róterdam                                                                                       | 1 - 0 | Fortuna Sittard                                                                                             | Estadio De Kuip, Róterdam                                                                                   |
| 1984-85                           | FC Utrecht                                                                                                  | 1 - 0 | Helmond Sport                                                                                               | Estadio Galgenwaard, Utrecht                                                                                |
| 1985-86                           | Ajax de Ámsterdam                                                                                           | 3 - 0 | RBC Roosendaal                                                                                              | Estadio Olímpico, Ámsterdam                                                                                 |
| 1986-87                           | Ajax de Ámsterdam                                                                                           | 4 - 2 | FC Den Haag                                                                                                 | Zuiderpark Stadion, La Haya                                                                                 |
| 1987-88                           | PSV Eindhoven                                                                                               | 3 - 2 | Roda JC Kerkrade                                                                                            | Willem II Stadion, Tilburg                                                                                  |
| 1988-89                           | PSV Eindhoven                                                                                               | 4 - 1 | FC Groningen                                                                                                | Estadio De Kuip, Róterdam                                                                                   |
| 1989-90                           | PSV Eindhoven                                                                                               | 1 - 0 | Vitesse Arnhem                                                                                              | Estadio De Kuip, Róterdam                                                                                   |
| 1990-91                           | Feyenoord de Róterdam                                                                                       | 1 - 0 | FC Den Bosch                                                                                                | Estadio De Kuip, Róterdam                                                                                   |
| 1991-92                           | Feyenoord de Róterdam                                                                                       | 3 - 0 | Roda JC Kerkrade                                                                                            | Estadio De Kuip, Róterdam                                                                                   |
| 1992-93                           | Ajax de Ámsterdam                                                                                           | 6 - 2 | SC Heerenveen                                                                                               | Estadio De Kuip, Róterdam                                                                                   |
| 1993-94                           | Feyenoord de Róterdam                                                                                       | 2 - 1 | NEC Nijmegen                                                                                                | Estadio De Kuip, Róterdam                                                                                   |
| 1994-95                           | Feyenoord de Róterdam                                                                                       | 2 - 1 | FC Volendam                                                                                                 | Estadio De Kuip, Róterdam                                                                                   |
| 1995-96                           | PSV Eindhoven                                                                                               | 5 - 2 | Sparta Rotterdam                                                                                            | Estadio De Kuip, Róterdam                                                                                   |
| 1996-97                           | Roda JC Kerkrade                                                                                            | 4 - 2 | SC Heerenveen                                                                                               | Estadio De Kuip, Róterdam                                                                                   |
| 1997-98                           | Ajax de Ámsterdam                                                                                           | 5 - 0 | PSV Eindhoven                                                                                               | Estadio De Kuip, Róterdam                                                                                   |
| 1998-99                           | Ajax de Ámsterdam                                                                                           | 2 - 0 | Fortuna Sittard                                                                                             | Estadio De Kuip, Róterdam                                                                                   |
| 1999-00                           | Roda JC Kerkrade                                                                                            | 2 - 0 | NEC Nijmegen                                                                                                | Estadio De Kuip, Róterdam                                                                                   |
| 2000-01                           | FC Twente                                                                                                   | 0 - 0 (4 - 3 pen.)                                                                                          | PSV Eindhoven                                                                                               | Estadio De Kuip, Róterdam                                                                                   |
| 2001-02                           | Ajax de Ámsterdam                                                                                           | 3 - 2 | FC Utrecht                                                                                                  | Estadio De Kuip, Róterdam                                                                                   |
| 2002-03                           | FC Utrecht                                                                                                  | 4 - 1 | Feyenoord de Róterdam                                                                                       | Estadio De Kuip, Róterdam                                                                                   |
| 2003-04                           | FC Utrecht                                                                                                  | 1 - 0 | FC Twente                                                                                                   | Estadio De Kuip, Róterdam                                                                                   |
| 2004-05                           | PSV Eindhoven                                                                                               | 4 - 0 | Willem II Tilburg                                                                                           | Estadio De Kuip, Róterdam                                                                                   |
| 2005-06                           | Ajax de Ámsterdam                                                                                           | 2 - 1 | PSV Eindhoven                                                                                               | Estadio De Kuip, Róterdam                                                                                   |
| 2006-07                           | Ajax de Ámsterdam                                                                                           | 1 - 1 (8 - 7 pen.)                                                                                          | AZ Alkmaar                                                                                                  | Estadio De Kuip, Róterdam                                                                                   |
| 2007-08                           | Feyenoord de Róterdam                                                                                       | 2 - 0 | Roda JC Kerkrade                                                                                            | Estadio De Kuip, Róterdam                                                                                   |
| 2008-09                           | SC Heerenveen                                                                                               | 2 - 2 (5 - 4 pen.)                                                                                          | FC Twente                                                                                                   | Estadio De Kuip, Róterdam                                                                                   |
| 2009-10                           | Ajax de Ámsterdam                                                                                           | 2 - 0 4 - 1                                                                                                 | Feyenoord de Róterdam                                                                                       | Amsterdam Arena, Ámsterdam Estadio De Kuip, Róterdam                                                        |
| 2010-11                           | FC Twente                                                                                                   | 3 - 2 | Ajax de Ámsterdam                                                                                           | Estadio De Kuip, Róterdam                                                                                   |
| 2011-12                           | PSV Eindhoven                                                                                               | 3 - 0 | Heracles Almelo                                                                                             | Estadio De Kuip, Róterdam                                                                                   |
| 2012-13                           | AZ Alkmaar                                                                                                  | 2 - 1 | PSV Eindhoven                                                                                               | Estadio De Kuip, Róterdam                                                                                   |
| 2013-14                           | PEC Zwolle                                                                                                  | 5 - 1 | Ajax de Ámsterdam                                                                                           | Estadio De Kuip, Róterdam                                                                                   |
| 2014-15                           | FC Groningen                                                                                                | 2 - 0 | PEC Zwolle                                                                                                  | Estadio De Kuip, Róterdam                                                                                   |
| 2015-16                           | Feyenoord de Róterdam                                                                                       | 2 - 1 | FC Utrecht                                                                                                  | Estadio De Kuip, Róterdam                                                                                   |
| 2016-17                           | Vitesse Arnhem                                                                                              | 2 - 0 | AZ Alkmaar                                                                                                  | Estadio De Kuip, Róterdam                                                                                   |
| 2017-18                           | Feyenoord de Róterdam                                                                                       | 3 - 0 | AZ Alkmaar                                                                                                  | Estadio De Kuip, Róterdam                                                                                   |
| 2018-19                           | Ajax de Ámsterdam                                                                                           | 4 - 0 | Willem II Tilburg                                                                                           | Estadio De Kuip, Róterdam                                                                                   |
| 2019-20                           | La final de la edición 2019-20 entre Utrecht y Feyenoord fue cancelada debido a la pandemia de coronavirus. | La final de la edición 2019-20 entre Utrecht y Feyenoord fue cancelada debido a la pandemia de coronavirus. | La final de la edición 2019-20 entre Utrecht y Feyenoord fue cancelada debido a la pandemia de coronavirus. | La final de la edición 2019-20 entre Utrecht y Feyenoord fue cancelada debido a la pandemia de coronavirus. |
| 2020-21                           | Ajax de Ámsterdam                                                                                           | 2 - 1 | Vitesse Arnhem                                                                                              | Estadio De Kuip, Róterdam                                                                                   |
| 2021-22                           | PSV Eindhoven                                                                                               | 2 - 1 | Ajax de Ámsterdam                                                                                           | Estadio De Kuip, Róterdam                                                                                   |
| 2022-23                           | PSV Eindhoven                                                                                               | 1 - 1 (4 - 3 pen.)                                                                                          | Ajax de Ámsterdam                                                                                           | Estadio De Kuip, Róterdam                                                                                   |
| 2023-24                           | Feyenoord de Róterdam                                                                                       | 1 - 0 | NEC Nijmegen                                                                                                | Estadio De Kuip, Róterdam                                                                                   |
| 2024-25                           | Go Ahead Eagles                                                                                             | 1 - 1 (4 - 2 pen.)                                                                                          | AZ Alkmaar                                                                                                  | Estadio De Kuip, Róterdam                                                                                   |

## Títulos por club
| Club | Títulos | Subtítulos | Años campeón |
| --- | ------- | ---------- | --- |
| Ajax Ámsterdam | 20      | 8          | 1917, 1943, 1961, 1967, 1970, 1971, 1972, 1979, 1983, 1986, 1987, 1993, 1998, 1999, 2002, 2006, 2007, 2010, 2019, 2021 |
| Feyenoord de Róterdam | 14      | 4          | 1930, 1935, 1965, 1969, 1980, 1984, 1991, 1992, 1994, 1995, 2008, 2016, 2018, 2024                                     |
| PSV Eindhoven | 11      | 8          | 1950, 1974, 1976, 1988, 1989, 1990, 1996, 2005, 2012, 2022, 2023                                                       |
| AZ Alkmaar | 4       | 4          | 1978, 1981, 1982, 2013                                                                                                 |
| Quick Den Haag | 4       | 0          | 1909, 1910, 1911, 1916                                                                                                 |
| FC Twente | 3       | 4          | 1977, 2001, 2011 |
| FC Utrecht | 3       | 3          | 1985, 2003, 2004 |
| Sparta Rotterdam | 3       | 2          | 1958, 1962, 1966 |
| Koninklijke HFC | 3       | 0          | 1904, 1913, 1915 |
| HBS Craeyenhout | 2       | 5          | 1901, 1908 |
| ADO Den Haag | 2       | 4          | 1968, 1975 |
| Roda JC Kerkrade | 2       | 4          | 1997, 2000 |
| HFC Haarlem † | 2       | 3          | 1902, 1912 |
| VOC Rotterdam † | 2       | 2          | 1905, 1907 |
| DFC Dordrecht | 2       | 2          | 1914, 1932 |
| Willem II Tilburg | 2       | 2          | 1944, 1963 |
| RCH Haarlem | 2       | 0          | 1918, 1928 |
| FC Wageningen † | 2       | 0          | 1939, 1948 |
| Fortuna '54 Geleen | 2       | 0          | 1957, 1964 |
| HVV Den Haag | 1       | 3          | 1903 |
| NAC Breda | 1       | 3          | 1973 |
| PEC Zwolle | 1       | 3          | 2014 |
| Vitesse Arnhem | 1       | 4          | 2017 |
| RAP Amsterdam † | 1       | 2          | 1899 |
| SC Heerenveen | 1       | 2          | 2009 |
| VUC Den Haag † | 1       | 1          | 1927 |
| RFC Roermond † | 1       | 1          | 1936 |
| VSV Velsen † | 1       | 1          | 1938 |
| FC Groningen | 1       | 1          | 2015 |
| Go Ahead Eagles | 1       | 1          | 2025 |
| Velocitas Breda † | 1       | 0          | 1900 |
| Concordia Rotterdam † | 1       | 0          | 1906 |
| CVV Rotterdam † | 1       | 0          | 1920 |
| VV Schoten † | 1       | 0          | 1921 |
| ZFC Zeendam † | 1       | 0          | 1925 |
| TSV LONGA Tilburg † | 1       | 0          | 1926 |
| Velocitas Groningen † | 1       | 0          | 1934 |
| FC Eindhoven | 1       | 0          | 1937 |
| Quick 1888 Nijmegen | 1       | 0          | 1949 |
| VVV-Venlo | 1       | 0          | 1959 |
| NEC Nijmegen | -       | 5          | ---- |
| FC Volendam | -       | 2          | ---- |
| Fortuna Sittard | -       | 2          | ---- |
| De Spartaan | -       | 2          | ---- |
| Equipos con un subtítulo: SBV Excelsior, DHC Delft, FC Den Bosch, AGOVV Apeldoorn, Helmond Sport, Heracles Almelo, RFC Xerxes, HVV Helmond, Ajax Leiden, DWV Amsterdam, KFC Koog de Zaan, RFC Rotterdam, SC Helmondia, RBC Roosendaal, RKSV Groene Ster, VVA/Spartaan |         |            | |

- † Equipo desaparecido.